# 戴军 (1968年)
戴军（1968年4月—），男，汉族，重庆江津人，中华人民共和国政治人物。现任海南省高级人民法院院长。